# Éurite (hija de Hipodamante)
En la mitología griega, Éurite o Eurita (en griego Εὐρύτη), de «rutilantes párpados», era una hija de Hipodamante y de una mujer cuyo nombre no se ha conservado. Se dice que poseída por Portaón, nieto de Pleurón, tuvo excelentes hijos: Eneo, Alcátoo, Agrio, Melas y Pilo. A estos Tideo, el hijo de Eneo, dio muerte porque habían privado a su abuelo Eneo de su fuerza y su dominio sobre Calidón. Apolodoro, que sigue a Hesíodo en sus genealogías, difiere algo en su nómina de hijos, incluyendo a Leucopeo y además una hija, Estérope, que tuvo de Aqueloo a las sirenas.